# Atentado de Orio de julio de 1980
El atentado de Orio fue un ataque con armas de fuego y granadas perpetrado el 13 de julio de 1980 por la organización terrorista ETA militar en Orio, tomando como objetivo a un grupo de agentes de la Guardia Civil que acababan de terminar su turno de vigilancia en una fábrica de municiones cercana a la localidad guipuzcoana. Dos guardias civiles fueron asesinados y tres resultaron heridos, mientras que dos militantes de ETA fueron abatidos después de que los agentes que comenzaban el nuevo turno acudiesen en ayuda de sus compañeros.

## El atentado
El 13 de julio de 1980, un comando de ETA robaba un coche en Lasarte, amenazando de muerte a su propietario, en el caso de que lo pusiese en conocimiento de la policía antes de las 16.00.
ETA cometió su atentado aquel mismo domingo, a las 14:05 de la tarde y de una forma similar a la que había practicado a principios de año, cuando mató a seis guardias civiles en una emboscada en Ispáster. Los agentes, que acababan de concluir su turno de vigilancia en el polvorín de Explosivos Río Tinto en Aya, se dirigían hacia su cuartel en tres vehículos oficiales cuando los terroristas, que les aguardaban próximos al puente de la carretera principal, lanzaron granadas de mano contra sus transportes y los sometieron a un fuego cruzado, asesinando a dos de los guardias e hiriendo a tres de gravedad. Otro grupo de guardias civiles, que había llegado a la fábrica para iniciar su turno, escucharon los disparos y detonaciones y se apresuraron a socorrer a sus compañeros, consiguiendo abatir a dos agresores aprovechando la ventaja que les concedía el terreno elevado de la fábrica. Tras un intercambio de disparos, los miembros de ETA restantes huyeron de la zona.

## Repercusiones
La autoría del atentado fue reivindicada inmediatamente por ETA militar. El coche que sus militantes habían utilizado para darse a la fuga se encontró más tarde, abandonado en San Sebastián, mientras que su propietario era detenido bajo la acusación de negarse a cooperar con las autoridades. Los policías que registraron la escena del crimen hallaron casquillos que correspondían a los utilizados por las armas largas Cetme y Remington, así como tres granadas que no habían explotado, una cuarta que no había llegado a emplearse y documentos de identidad falsificados.
Las festividades que se celebraban en Baracaldo fueron suspendidas en solidaridad con los miembros de ETA muertos, mientras que concejales de Herri Batasuna, considerado el brazo político de ETA, organizaban huelgas localizadas.